# Plectonchus ateri
Plectonchus ateri är en rundmaskart. Plectonchus ateri ingår i släktet Plectonchus och familjen Panagrolaimidae. Inga underarter finns listade i Catalogue of Life.